# マーク・イングリス

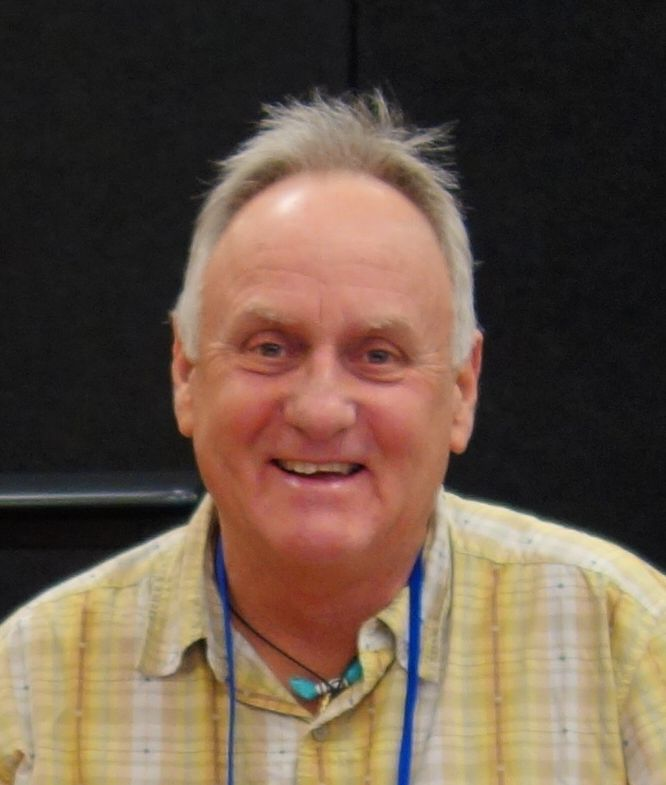
マーク・イングリス

マーク・イングリス（Mark Joseph Inglis、ONZM、1959年9月27日 - ）は、ニュージーランド出身の登山家、環境学者、ワイン醸造家、演説家。

## 来歴
ハンマースプリングス生まれ。 リンカーン大学で生化学を専攻。同大学にて学士号を取得後、白血病の研究を行う。
1982年11月、アオラキ/マウント・クック国立公園のクック山を登山中、吹雪のために登山パートナーのフィリップ・ドゥールと共に氷窟に14日間立ち往生、ドゥールと共に両足が凍傷になり、救助後に膝から下を肢切断する。
2000年のシドニーパラリンピックトラック1,000m自転車競技で銀メダルを獲得。
2002年1月7日、クック山に両足義足で再挑戦し登頂。この模様はドキュメンタリー映画"No Mean Feat: The Mark Inglis Story"で記録され公開された。
2003年、ニュージーランド・メリット勲章を授与される。
2004年9月27日、チョ・オユー登頂、両足義足者史上2人目の8,000m超登頂。
2006年5月15日、エヴェレスト登頂、史上最初の両足義足者登頂成功。（デイヴィッド・シャープ項目参照）
2009年4月、リンカーン大学より名誉博士号（天然資源学）を授与される。

## 著書
- No Mean Feat documents his entrapment and rescue from Mt. Cook, his successful summit of the same mountain in 2002, and his efforts in the Paralympics
- To the Max: a Teen Reader's Version of No Mean Feat
- Off The Front Foot offers views on coping with positive and negative aspects of life.

## 参照
- “Double amputee scales Mt Everest”. BBC. (2006年5月16日)
- information on the documentary of the 2002 summit assault of Mt. Cook
- Information on Cho Oyo summit assault
- “Everest climber defends leaving dying Briton”. ABC. (2006年5月23日)
- “Sir Ed: 'I would have abandoned climb to save a life'”. NZPA. (2006年5月24日)